# Return of the Ape Man
Return of the Ape Man este un film american din 1944 regizat de Phil Rosen și distribuit de Monogram Pictures. Protagoniștii filmului sunt Bela Lugosi, John Carradine, George Zucco și Frank Moran.
Doi profesori au găsit un om preistoric înghețat în gheață în timpul unei expediții în Arctic. Profesorul Dexter (Bela Lugosi) și profesorul John Gilmore (John Carradine) aduc trupul înghețat înapoi acasă și elaborează în curând un plan. Ei vor să implanteze un creier mai evoluat în omul cavernelor, cu speranța de a-l putea controla și utiliza.